# Geurige schijnridderzwam
De geurige schijnridderzwam (Lepista irina) is een schimmel behorend tot de familie Tricholomataceae. De vruchtlichamen groeien vaak in grote groepen en niet zelden als heksenringen. Hij leeft op humus van meestal loofbomen op matig vochtige tot vrij droge, zand- en kleigronden. Hij komt vaak voor bij beuk.

## Kenmerken
Hoed
De hoed, die in het midden dik is, is als hij jong is bijna halfbolvormig, later wordt hij vlakker en platter en heeft hij een min of meer uitgesproken bult. Het bereikt 5 tot 9, soms tot 14 centimeter in diameter. Het matte, gladde oppervlak van de hoed is licht witgrijs tot crèmekleurig, lichtbruin in het midden. De hoed verandert van kleur als hij nat is (hygrofaan). De hoedrand is onregelmatig, gebogen en soms licht geribbeld. 
Lamellen
De onderling vermengde en matig gevulde lamellen zijn licht uitpuilend of recht aan de steel bevestigd en kunnen gemakkelijk loskomen van het vruchtvlees eronder. Ze zijn crèmekleurig als ze jong zijn en enigszins grijsroze als de sporen rijpen. 
Steel
De sterke, vezelige steel is 6 tot 10 cm lang en 1 tot 2 cm dik. Als hij jong is, is hij vol vlezig en later hol of gevuld. Oppervlakkig gezien is het witachtig tot gebroken wit, bleker dan de kleur van de hoed. 
Geur en smaak
Het vlees is witachtig en waterig. Deze zwam heeft een karakteristieke geur van viooltjeswortel. Andere bronnen omschrijven de geur als "aromatisch, aangenaam, enigszins parfumachtig" of "sterk bloemig". De smaak is mild. 
Sporenprint
De sporenprint is crèmewit tot lichtgrijsroze.

### Microscopische kenmerken
De sporen zijn hyaliene, inamyloïde, meten 6-8 (10) × 3,5-5 µm en hebben een ellipsvormige vorm en een enigszins wrattenachtig oppervlak. De basidia zijn 4-sporig (zelden 2-sporig) en meten 28-42 x 7-10 micron.

## Verspreiding
De geurige schijnridderzwam heeft een wereldwijd verspreidingsgebied. In Nederland komt de geurige schijnridderzwam vrij algemeen voor. Hij staat niet op de rode lijst en is niet bedreigd.

## Naam
Lepista is afgeleid van het Latijn en betekent een wijnkan of een beker, en wanneer ze volledig volgroeid zijn, hebben de hoeden van Lepista-soorten inderdaad de neiging om concaaf te worden (soms aangeduid als infundibuliform) als ondiepe kelken of bekers. De soortaanduiding irina heeft betrekking op irissen (met name op hun geur).